# ヴィオッティ国際音楽コンクール
ヴィオッティ国際音楽コンクール（The Gian Battista Viotti International Music Competition,  Concorso Internazionale di Musica Gian Battista Viotti）は、イタリア、ヴェルチェッリで開催される音楽コンクール。

## 概要
1950年、ヴァイオリニストのヨゼフ・ロッボーネが提唱し、イタリアの作曲家・ヴァイオリニストであるジョヴァンニ・バッティスタ・ヴィオッティの名にちなんで開催された。1957年に国際音楽コンクール連盟に加盟した。開催部門は常時変動し、ピアノ、声楽、ヴァイオリン、室内楽、オーボエ、ギター、ダンス、作曲など多岐に渡った。作曲部門は1990年を最後に長期間開催されないままであったが、2006年から三年間だけ再開された。
2009年以降はピアノ、声楽（オペラ・アリア）が交代で審査される。クラウディオ・アバド、ルチアーノ・パヴァロッティ、ミレッラ・フレーニ、サルヴァトーレ・アッカルド、ダニエル・バレンボイム、レナート・ブルゾン、ソフィア・ソロヴィー、スミ・ジョーなどのスターを輩出した。かつてはファイナリストにも金銀銅のメダルを与えていたが、現在は与えられず、代わりになんらかの特別賞と副賞が与えられる。かつては複数部門を同一年度に行うことも出来たが、予算難等の為に一年に一部門を行う制度に変更され、2010年度以降審査の軽減を図るためDVDの提出が義務付けられている。
最年少優勝は、ピアノのソン・ヨルム(2002年)。最年少受賞は、「特別大賞」を審査員の好意で与えられたピアノのダニエル・バレンボイム。国際音楽コンクール史上、最も早い段階で「参加年齢下限なし」を定めたコンクールとして名高かったが、声楽部門は18-35歳のように上限と下限が設けられた。ピアノ部門は、いまだ31歳未満の上限のみである。

## 審査
声楽部門は、決められたアリアを6曲用意するという単純明快な審査に基づいている。受賞者は、若手芸術家のための「パヴァロッティ・奨学金」を受けることも可能。ピアノ部門は、20世紀の音楽とベートーヴェンの選定されたピアノ・ソナタの全楽章が必修課題曲である。